# Championnats d'Europe de judo 2018
Navigation
Édition précédente Édition suivante
Les championnats d'Europe de judo 2018 individuels, trentième-deuxième édition des championnats d'Europe de judo réunifiés, ont lieu du 26 au 28 avril 2018 à Tel Aviv, en Israël. En ce qui concerne le tournoi par équipes, il s’est déroulé de manière autonome, le 18 juillet 2018 à Ekaterinbourg, en Russie. Ceci sous un format inédit destiné à remplacer l’ancienne formule. À savoir une seule équipe mixte comprenant trois filles et trois garçons.

## Podiums

### Femmes
| Épreuves                          | Or                  | Argent           | Bronze                                |
| --------------------------------- | ------------------- | ---------------- | ------------------------------------- |
| Moins de 48 kg poids super-légers | Irina Dolgova       | Éva Csernoviczki | Milica Nikolić Maryna Cherniak        |
| Moins de 52 kg poids mi-légers    | Natalia Kuzyutina   | Distria Krasniqi | Gefen Primo Evelyne Tschopp           |
| Moins de 57 kg poids légers       | Nora Gjakova        | Theresa Stoll    | Anastasiia Konkina Telma Monteiro     |
| Moins de 63 kg poids mi-moyens    | Clarisse Agbegnenou | Tina Trstenjak   | Lucy Renshall Martyna Trajdos         |
| Moins de 70 kg poids moyens       | Kim Polling         | Sally Conway     | Gemma Howell Michaela Polleres        |
| Moins de 78 kg poids mi-lourds    | Madeleine Malonga   | Audrey Tcheuméo  | Natalie Powell Anna-Maria Wagner      |
| Plus de 78 kg poids lourds        | Romane Dicko        | Larisa Cerić     | Yelyzaveta Kalanina Tessie Savelkouls |

### Hommes
| Épreuves                          | Or                   | Argent           | Bronze                                     |
| --------------------------------- | -------------------- | ---------------- | ------------------------------------------ |
| Moins de 60 kg poids super-légers | Islam Yashuev        | Yanislav Gerchev | Ashley McKenzie Beslan Mudranov            |
| Moins de 66 kg poids mi-légers    | Adrian Gomboc        | Matteo Medves    | Tal Flicker Dzmitry Shershan               |
| Moins de 73 kg poids légers       | Ferdinand Karapetian | Hidayet Heydarov | Bilal Çiloğlu Tommy Macias                 |
| Moins de 81 kg poids mi-moyens    | Sagi Muki            | Sami Chouchi     | Antonio Esposito Aslan Lappinagov          |
| Moins de 90 kg poids moyens       | Mikhail Igolnikov    | Nemanja Majdov   | Nikoloz Sherazadishvili Theódoros Tselídis |
| Moins de 100 kg poids mi-lourds   | Toma Nikiforov       | Cyrille Maret    | Zelym Kotsoiev Peter Paltchik              |
| Plus de 100 kg poids lourds       | Lukáš Krpálek        | Tamerlan Bashaev | Henk Grol Stephan Hegyi                    |

Pour les résultats de la compétition par équipes, voir Championnats d'Europe par équipes de judo.

## Tableau des médailles
| Rang  | Nation             | Or | Argent | Bronze | Total |
| ----- | ------------------ | -- | ------ | ------ | ----- |
| 1     | Russie             | 4  | 1      | 3      | 8     |
| 2     | France             | 3  | 2      | 0      | 5     |
| 3     | Belgique           | 1  | 1      | 0      | 2     |
| 3     | Kosovo             | 1  | 1      | 0      | 2     |
| 3     | Slovénie           | 1  | 1      | 0      | 2     |
| 6     | Israël             | 1  | 0      | 3      | 4     |
| 7     | Pays-Bas           | 1  | 0      | 2      | 3     |
| 8     | Arménie            | 1  | 0      | 0      | 1     |
| 8     | Tchéquie           | 1  | 0      | 0      | 1     |
| 10    | Grande-Bretagne    | 0  | 1      | 4      | 5     |
| 11    | Allemagne          | 0  | 1      | 2      | 3     |
| 12    | Azerbaïdjan        | 0  | 1      | 1      | 2     |
| 12    | Italie             | 0  | 1      | 1      | 2     |
| 12    | Serbie             | 0  | 1      | 1      | 2     |
| 15    | Bosnie-Herzégovine | 0  | 1      | 0      | 1     |
| 15    | Bulgarie           | 0  | 1      | 0      | 1     |
| 15    | Hongrie            | 0  | 1      | 0      | 1     |
| 18    | Autriche           | 0  | 0      | 2      | 2     |
| 18    | Ukraine            | 0  | 0      | 2      | 2     |
| 20    | Biélorussie        | 0  | 0      | 1      | 1     |
| 20    | Grèce              | 0  | 0      | 1      | 1     |
| 20    | Portugal           | 0  | 0      | 1      | 1     |
| 20    | Espagne            | 0  | 0      | 1      | 1     |
| 20    | Suède              | 0  | 0      | 1      | 1     |
| 20    | Suisse             | 0  | 0      | 1      | 1     |
| 20    | Turquie            | 0  | 0      | 1      | 1     |
| Total | Total              | 14 | 14     | 28     | 56    |

## Sources
- Résultats complets des Championnats d'Europe 2018, sur le site de l'EJU.